# Svend Tønnesen
Svend Tønnesen (født 23. april 1920 i Nim, død 15. juli 1997) var en dansk kriminalassistent og politiker som var medlem af Folketinget for Centrum-Demokraterne 1973-1975.
Tønnesen blev født i Nim i 1920 som søn af købmand Søren Andreas Tønnesen. Han tog realeksamen fra Hovedgård Mellem- og Realskole i 1936 og handelseksamen fra Horsens Handelsskole i 1939. Tønnesen blev uddannet politibetjent på Politiskolen i 1948, havde overgangskursus til kriminalpolitiet i 1956 og blev kriminalassistent i 1969.
Han var socialdemokratisk kommunalbestyrelsesmedlem i Hvidovre Kommune fra 1966 og var valgt for Centrum-Demokraterne fra 1974. Tønnesen blev i 1973 stillet op til Folketinget for det nydannede parti Centrum-Demokraterne i Aarhus Vestkredsen. Han blev valgt ved folketingsvalget i 1973 i Århus Amtskreds og var folketingsmedlem fra 4. december 1973 til 9. januar 1975. Han opnåede ikke genvalgt ved folketingsvalget i 1975, men var to gange i 1975 midlertidigt folketingsmedlem som stedfortræder for Christian Arnfast.